# Салліванс-Айленд (Південна Кароліна)
Салліванс-Айленд (англ. Sullivan's Island) — місто (англ. town) в США, в окрузі Чарлстон штату Південна Кароліна. Населення — 1891 особа (2020).

## Географія
Салліванс-Айленд розташований за координатами 32°46′12″ пн. ш. 79°50′10″ зх. д. / 32.77000° пн. ш. 79.83611° зх. д. (32.769893, -79.836248).  За даними Бюро перепису населення США в 2010 році місто мало площу 8,91 км², з яких 6,47 км² — суходіл та 2,44 км² — водойми.

## Демографія
Згідно з переписом 2010 року, у місті мешкала 1791 особа в 765 домогосподарствах у складі 482 родин. Густота населення становила 201 особа/км².  Було 1054 помешкання (118/км²).
Расовий склад населення:
| - 98,4 % — білих - 0,8 % — чорних або афроамериканців - 0,2 % — азіатів |

До двох чи більше рас належало 0,6 %. Частка іспаномовних становила 1,1 % від усіх жителів.
За віковим діапазоном населення розподілялося таким чином: 21,7 % — особи молодші 18 років, 63,6 % — особи у віці 18—64 років, 14,7 % — особи у віці 65 років та старші. Медіана віку мешканця становила 47,1 року. На 100 осіб жіночої статі у місті припадало 97,5 чоловіків;  на 100 жінок у віці від 18 років та старших — 93,6 чоловіків також старших 18 років.
Середній дохід на одне домашнє господарство  становив 180 613 долари США (медіана — 111 842), а середній дохід на одну сім'ю — 223 391 долар (медіана — 129 866). Медіана доходів становила 96 500 доларів для чоловіків та 58 021 долар для жінок. За межею бідності перебувало 5,9 % осіб, у тому числі 9,4 % дітей у віці до 18 років та 2,6 % осіб у віці 65 років та старших.
Цивільне працевлаштоване населення становило 1027 осіб. Основні галузі зайнятості: освіта, охорона здоров'я та соціальна допомога — 32,2 %, науковці, спеціалісти, менеджери — 23,4 %, мистецтво, розваги та відпочинок — 9,3 %, фінанси, страхування та нерухомість — 7,5 %.